# When Love Comes to Town
"When Love Comes to Town" é uma canção da banda irlandesa U2. É a décima segunda faixa e terceiro single do álbum Rattle and Hum de 1988, e contou com a participação do cantor e guitarrista de blues estadunidense B. B. King. Foi lançado como single em 1 de abril de 1989 e chegou a posição #6 no UK Singles Chart, #10 no "Dutch Top 40" e #2 no Mainstream Rock Tracks dos EUA.

## Faixas
| N.º | Título                             | Duração |  |
| 1.  | "When Love Comes to Town" (Single) | 3:34    |  |
| 2.  | "Dancing Barefoot"                 | 4:13    |  |
| 3.  | "God Part II"                      | 4:46    |  |

## Paradas musicais
| Paradas (1989)              | Melhor posição |
| --------------------------- | -------------- |
| Austrália Singles Chart     | 23             |
| Canadá RPM Top 100          | 41             |
| Países Baixos Singles Chart | 10             |
| Irlanda Singles Chart       | 1              |
| Nova Zelândia Singles Chart | 4              |
| Suécia Singles Chart        | 20             |
| UK Singles Chart            | 6              |
| Billboard Hot 100           | 68             |
| Modern Rock Tracks          | 10             |
| Mainstream Rock Tracks      | 2              |